# Caraipa tereticaulis
Caraipa tereticaulis là một loài thực vật có hoa trong họ Calophyllaceae. Loài này được Tul. mô tả khoa học đầu tiên năm 1847.